# Kino Princeza
Kino Princeza (kat. Cine Princesa) je bio poznati socijalni centar u napuštenoj zgradi bioskopa u centru Barselone, Španija.
Nalazio se u ulici Vija Lajetana ((kat. Via Laietana), jednoj od najvećih avenija u Barseloni, svega 200 metara od najveće policijske stanice, blizu svih većih banaka i trga Sant Đaume (kat. Plaza Sant Jaume) na kom se nalaze zgrade katalonske i gradske vlade. Stari bioskop je bio prazan 12 godina, pre nego što je skvotiran 10. marta 1996. Veoma je brzo renoviran, i u njemu su počele da se odvijaju razne aktivnosti: koncerti, pozorište, filmske projekcije, tribine i izložbe. Društveni centar je ubrzo stekao popularnost u susedstvu, kao i veliki medijski interes. Tu su se održavale i velike dobrotvorne žurke za prikupljanje pomoći zapatistima. 
U julu je stigao nalog za iseljenjem i usledilo je tri meseca demonstracija, festivali solidarnosti, sa mnogim poznatim izvođačima. Rasprava o tome je stigla i do katalonske skupštine. I pored svega, 28. oktobra je stiglo 30 policijskih marica, 2 helikoptera i preko 200 teško naoružanih specijalaca. Oko četrdeset skvotera se zabarikadiralo unutra i gađalo policiju, a kada su policajci stigli do njih, pretukli su ih, vređali, uhapsili ih sve i odveli ih u policijsku stanicu, gde je nasilje nastavljeno. Omladina iz kraja se ubrzo okupila, i njih oko 2000 je otišlo pred policijsku stanicu da zahteva puštanje 48 uhapšenih. Uveče su se demonstracije raširile po centru grada, policijska kola su paljena i uništavana, a borbe su trajale do ranih jutarnjih časova. 
Prinudno iseljenje socijalnog centra Kino Princeza 1996. je bila prekretnica u razvoju skvoterskog pokreta u Barseloni i od tada je pokret sve jači. Posle ovog nasilnog gašenja jednog bioskopa, masovni mediji su počeli da govore o skvoterima. Veliki broj građana koji su videli scene policijskog nasilja na medijima, počeli su da podržavaju pokret. Vlada je postigla upravo suprotan efekat – hteli su da ugase pokret, ali su ga ojačali. Godine 1997. skvotovi počinju da niču kao pečurke posle kiše u Barseloni. Ipak, četvoro uhapšenih skvotera je dobilo ukupnu zatvorsku kaznu od 8 godina. 
Dana 28. oktobra 2006. je uličnim manifestacijama u Barseloni obeležena desetogodišnjica iseljenja ovog socijalnog centra. 

## Spoljašnje veze
- Cine Princesa ukratko
- Cine Princesa slike
- Obeležavanje desetogodišnjice iseljenja